# 衛襄公
衞襄公（？—前535年），又称卫文祖襄公，即姬惡，為春秋諸侯國衞國君主之一，他為衞獻公兒子，承襲衞獻公擔任該國君主，在位期間為前543年-前535年（在位9年）。
| 前任： 衞獻公 | 春秋衞國君主 前543年-前535年 | 繼任： 衞靈公 |